# Bromus pseudodanthoniae
Bromus pseudodanthoniae là một loài thực vật có hoa trong họ Hòa thảo. Loài này được Drobow mô tả khoa học đầu tiên năm 1923.